# Sommer-Paralympics 2012/Rollstuhlbasketball
Bei den Sommer-Paralympics 2012 in London wurden vom 30. August bis 8. September in der Basketball Arena und der North Greenwich Arena zwei Wettbewerbe im Rollstuhlbasketball ausgetragen, jeweils ein Turnier für Frauen und Männer.

## Modus
Jeder Wettbewerb bestand aus einer Vorrunde und Platzierungsspielen.
Im Turnier der Männer traten zwölf Mannschaften an. In der Vorrunde gab es zwei Gruppen mit jeweils sechs Mannschaften, die Jeder gegen jeden spielten. Die besten vier Teams jeder Gruppe qualifizierten sich für das Viertelfinale. Anschließend ging es im einfachen K.-o.-System weiter bis zum Endspiel. Bei den Frauen spielten zehn Mannschaften, die in der Vorrunde auf zwei Gruppen aufgeteilt waren. Auch hier qualifizierten sich die besten vier Teams jeder Gruppe für das Viertelfinale und anschließend ging es im einfachen K.-o.-System weiter bis zum Endspiel.

## Spielplan Männer

### Medaillengewinner
| Platz | Land       | Sportler |
| ----- | ---------- | --- |
| 1     | Kanada     | Dave Durepos, Yvon Rouillard, Bo Hedges, Richard Peter, Joey Johnson, Adam Lancia, Abdi Dini, Chad Jassman, Patrick Anderson, Brandon Wagner, Tyler Miller, David Eng       |
| 2     | Australien | Justin Eveson, Bill Latham, Brett Stibners, Shaun Norris, Michael Hartnett, Tristan Knowles, Jannik Blair, Tige Simmons, Grant Mizens, Dylan Alcott, Nick Taylor, Brad Ness |
| 3     | USA        | Eric Barber, Joseph Chambers, Jeremy Lade, Joshua Turek, Trevon Jenifer, William Waller, Matt Scott, Steven Serio, Jason Nelms, Ian Lynch, Paul Schulte, Nate Hinze         |

### Vorrunde
Gruppe A
| Platz | Team       | Siege | Ndlg. | Körbe   | Diff. | Punkte |
| ----- | ---------- | ----- | ----- | ------- | ----- | ------ |
| 1.    | Australien | 5     | 0     | 372:259 | +113  | 10     |
| 2.    | Türkei     | 3     | 2     | 331:302 | +029  | 06     |
| 3.    | USA        | 3     | 2     | 330:259 | +071  | 06     |
| 4.    | Spanien    | 3     | 2     | 330:284 | +046  | 06     |
| 5.    | Italien    | 1     | 4     | 260:309 | −049  | 02     |
| 6.    | Südafrika  | 0     | 5     | 204:398 | −195  | 0      |

| Tag          | Zeit  | Begegnung              | Q1      | Q2      | Q3      | Q4      | Verl. | Erg.  |
| ------------ | ----- | ---------------------- | ------- | ------- | ------- | ------- | ----- | ----- |
| 30. August   | 10:45 | USA – Türkei           | (13:18) | (12:13) | (20:11) | (05:17) |       | 50:59 |
| 30. August   | 10:45 | Spanien – Italien      | (19:12) | (20:14) | (14:08) | (14:06) |       | 67:40 |
| 30. August   | 20:45 | Australien – Südafrika | (27:16) | (20:04) | (26:10) | (20:09) |       | 93:39 |
| 31. August   | 15:15 | Italien – USA          | (10:13) | (20:24) | (13:20) | (08:20) |       | 51:77 |
| 31. August   | 15:15 | Südafrika – Spanien    | (11:21) | (13:20) | (09:19) | (17:14) |       | 50:74 |
| 31. August   | 18:30 | Türkei – Australien    | (15:17) | (20:22) | (16:16) | (13:16) |       | 64:71 |
| 1. September | 10:45 | Türkei – Italien       | (21:07) | (14:21) | (11:10) | (19:22) |       | 65:60 |
| 1. September | 13:00 | USA – Südafrika        | (30:10) | (25:04) | (17:08) | (19:07) |       | 91:29 |
| 1. September | 20:45 | Australien – Spanien   | (20:15) | (24:12) | (16:23) | (15:09) |       | 75:59 |
| 2. September | 13:00 | Südafrika – Italien    | (12:13) | (02:12) | (13:12) | (05:24) |       | 32:61 |
| 2. September | 19:00 | Australien – USA       | (13:12) | (14:08) | (18:13) | (20:16) |       | 65:49 |
| 2. September | 20:45 | Spanien – Türkei       | (13:14) | (14:16) | (21:13) | (19:21) |       | 67:64 |
| 3. September | 15:15 | Italien – Australien   | (11:15) | (10:18) | (17:24) | (10:11) |       | 48:68 |
| 3. September | 19:00 | Türkei – Südafrika     | (18:10) | (16:18) | (20:12) | (25:14) |       | 79:54 |
| 3. September | 21:15 | USA – Spanien          | (15:14) | (19:10) | (16:15) | (13:16) |       | 63:55 |

Gruppe B
| Platz | Team           | Siege | Ndlg. | Körbe   | Diff. | Punkte |
| ----- | -------------- | ----- | ----- | ------- | ----- | ------ |
| 1.    | Kanada         | 5     | 0     | 362:280 | +082  | 10     |
| 2.    | Deutschland    | 4     | 1     | 339:303 | +036  | 08     |
| 3.    | Großbritannien | 3     | 2     | 365:301 | +064  | 06     |
| 4.    | Polen          | 2     | 3     | 327:341 | −014  | 04     |
| 5.    | Japan          | 1     | 4     | 273:330 | −057  | 02     |
| 6.    | Kolumbien      | 0     | 5     | 223:334 | −111  | 0      |

| Tag          | Zeit  | Begegnung                    | Q1      | Q2      | Q3      | Q4      | Verl.   | Erg.  |
| ------------ | ----- | ---------------------------- | ------- | ------- | ------- | ------- | ------- | ----- |
| 30. August   | 13:00 | Japan – Kanada               | (11:16) | (10:19) | (10:18) | (22:15) |         | 53:68 |
| 30. August   | 15:15 | Kolumbien – Polen            | (11:18) | (18:14) | (08:14) | (08:19) |         | 45:63 |
| 30. August   | 19:00 | Großbritannien – Deutschland | (10:21) | (17:13) | (23:13) | (16:19) | (06:11) | 72:77 |
| 31. August   | 10:45 | Deutschland – Kolumbien      | (17:06) | (21:08) | (09:15) | (12:17) |         | 59:46 |
| 31. August   | 10:45 | Polen – Japan                | (21:10) | (22:10) | (21:19) | (14:14) |         | 78:53 |
| 31. August   | 21:15 | Kanada – Großbritannien      | (20:11) | (14:18) | (18:07) | (18:18) |         | 70:54 |
| 1. September | 15:15 | Japan – Deutschland          | (18:14) | (07:13) | (13:11) | (11:26) |         | 49:64 |
| 1. September | 19:00 | Großbritannien – Kolumbien   | (25:13) | (21:08) | (18:11) | (17:09) |         | 81:41 |
| 1. September | 21:15 | Kanada – Polen               | (16:18) | (23:17) | (18:12) | (26:18) |         | 83:65 |
| 2. September | 10:45 | Kolumbien – Japan            | (14:22) | (11:13) | (08:13) | (16:15) |         | 49:63 |
| 2. September | 15:15 | Deutschland – Kanada         | (18:17) | (10:19) | (19:17) | (19:20) |         | 66:73 |
| 2. September | 18:30 | Polen – Großbritannien       | (10:22) | (14:23) | (19:25) | (15:17) |         | 58:87 |
| 3. September | 10:45 | Kanada – Kolumbien           | (21:08) | (21:16) | (13:04) | (13:14) |         | 68:42 |
| 3. September | 15:15 | Japan – Großbritannien       | (14:25) | (10:21) | (13:14) | (08:11) |         | 55:71 |
| 3. September | 20:45 | Deutschland – Polen          | (11:15) | (18:22) | (15:14) | (29:12) |         | 73:63 |

### Finalrunde
|  | Viertelfinale  | Viertelfinale |                |                | Halbfinale       | Halbfinale |  |  | Finale       | Finale |
|  |                |               |                |                |                  |            |  |  |              |        |
|  | 5. September   |               |                |                |                  |            |  |  |              |        |
|  | Australien     | 76            |                |                |                  |            |  |  |              |        |
|  | Australien     | 76            | 6. September   |                |                  |            |  |  |              |        |
|  | Polen          | 53            |                |                |                  |            |  |  |              |        |
|  | Polen          | 53            | Australien     | 72             |                  |            |  |  |              |        |
|  |                |               | Australien     | 72             |                  |            |  |  |              |        |
|  |                | USA           | 63             |                |                  |            |  |  |              |        |
|  | USA            | USA           | 63             | 57             |                  |            |  |  |              |        |
|  | USA            |               |                | 57             |                  |            |  |  |              |        |
|  | Deutschland    | 46            |                | 8. September   | 8. September     |            |  |  |              |        |
|  |                |               | Australien     | 58             |                  |            |  |  |              |        |
|  |                |               |                | Kanada         | 64               |            |  |  |              |        |
|  | Türkei         | 70            |                |                |                  |            |  |  |              |        |
|  | Großbritannien | 75            |                |                |                  |            |  |  |              |        |
|  | Großbritannien | 75            | Großbritannien | 52             |                  |            |  |  |              |        |
|  |                |               | Großbritannien | 52             | Spiel um Platz 3 |            |  |  |              |        |
|  |                | Kanada        | 69             |                |                  |            |  |  |              |        |
|  | Spanien        | Kanada        | 69             | 51             | USA              | 61         |  |  |              |        |
|  | Spanien        |               |                | 51             | USA              | 61         |  |  |              |        |
|  | Kanada         | 77            |                | Großbritannien | 46               |            |  |  |              |        |
|  | Kanada         | 77            |                |                | 46               |            |  |  |              |        |
|  |                |               |                |                |                  |            |  |  | 8. September |        |

|  | Platzierung 9–12  | Platzierung 9–12 |                  |                  | Platzierung 5–8 | Platzierung 5–8 |  |  | Spiel um Platz 5 | Spiel um Platz 5 |
|  |                   |                  |                  |                  |                 |                 |  |  |                  |                  |
|  | Spiel um Platz 9  |                  |                  |                  |                 |                 |  |  |                  |                  |
|  | 7. September      |                  |                  |                  |                 |                 |  |  |                  |                  |
|  |                   |                  |                  |                  |                 |                 |  |  |                  |                  |
|  | Polen             | 66               |                  |                  |                 |                 |  |  |                  |                  |
|  | Polen             | 66               | 5. September     |                  |                 |                 |  |  |                  |                  |
|  | Deutschland       | 81               |                  |                  |                 |                 |  |  |                  |                  |
|  | Deutschland       | 81               | Italien          | 60               |                 |                 |  |  |                  |                  |
|  |                   |                  | Italien          | 60               | 8. September    |                 |  |  |                  |                  |
|  | Japan             | 64               |                  |                  |                 |                 |  |  |                  |                  |
|  | Japan             | 64               | Deutschland      | 48               |                 |                 |  |  |                  |                  |
|  |                   |                  | Deutschland      | 48               |                 |                 |  |  |                  |                  |
|  |                   | Spanien          | 67               |                  |                 |                 |  |  |                  |                  |
|  | Spiel um Platz 11 | Spanien          | 67               |                  |                 |                 |  |  |                  |                  |
|  | 7. September      |                  |                  |                  |                 |                 |  |  |                  |                  |
|  |                   |                  |                  |                  |                 |                 |  |  |                  |                  |
|  | Türkei            | 78               | Spiel um Platz 7 | Spiel um Platz 7 |                 |                 |  |  |                  |                  |
|  | Türkei            | 78               | Spiel um Platz 7 | Spiel um Platz 7 | 5. September    |                 |  |  |                  |                  |
|  | Spanien           | 86               |                  |                  |                 |                 |  |  |                  |                  |
|  | Spanien           | 86               | Südafrika        | 36               | Polen           | 74              |  |  |                  |                  |
|  |                   |                  | Südafrika        | 36               | Polen           | 74              |  |  |                  |                  |
|  | Kolumbien         | 83               | Türkei           | 76               |                 |                 |  |  |                  |                  |
|  | Kolumbien         | 83               | Türkei           | 76               |                 |                 |  |  |                  |                  |
|  |                   |                  |                  |                  |                 |                 |  |  | 8. September     |                  |

Viertelfinale
| Tag          | Zeit  | Begegnung               | Q1      | Q2      | Q3      | Q4      | Verl. | Erg.  |
| ------------ | ----- | ----------------------- | ------- | ------- | ------- | ------- | ----- | ----- |
| 5. September | 13:00 | Deutschland – USA       | (11:14) | (17:11) | (09:12) | (09:20) |       | 46:57 |
| 5. September | 15:15 | Türkei – Großbritannien | (14:16) | (16:16) | (15:22) | (25:21) |       | 70:75 |
| 5. September | 19:00 | Kanada – Spanien        | (15:12) | (18:13) | (14:16) | (20:10) |       | 77:51 |
| 5. September | 21:15 | Australien – Polen      | (26:11) | (13:17) | (21:18) | (16:07) |       | 76:53 |

Halbfinale
| Tag          | Zeit  | Begegnung               | Q1      | Q2      | Q3      | Q4      | Verl. | Erg.  |
| ------------ | ----- | ----------------------- | ------- | ------- | ------- | ------- | ----- | ----- |
| 6. September | 19:00 | Australien – USA        | (18:08) | (17:23) | (17:14) | (20:18) |       | 72:63 |
| 6. September | 20:15 | Großbritannien – Kanada | (16:21) | (11:12) | (10:24) | (15:12) |       | 52:69 |

Platzierungshalbfinale
| Tag          | Zeit  | Begegnung           | Q1      | Q2      | Q3      | Q4      | Verl.   | Erg.  |
| ------------ | ----- | ------------------- | ------- | ------- | ------- | ------- | ------- | ----- |
| 7. September | 13:00 | Polen – Deutschland | (17:18) | (16:24) | (15:20) | (18:19) |         | 66:81 |
| 7. September | 15:15 | Türkei – Spanien    | (21:18) | (16:22) | (12:12) | (19:16) | (10:18) | 78:86 |

Spiel um Platz 11
| Tag          | Zeit  | Begegnung             | Q1      | Q2      | Q3      | Q4      | Verl. | Erg.  |
| ------------ | ----- | --------------------- | ------- | ------- | ------- | ------- | ----- | ----- |
| 5. September | 08:30 | Südafrika – Kolumbien | (11:18) | (07:19) | (04:22) | (14:24) |       | 36:83 |

Spiel um Platz 9
| Tag          | Zeit  | Begegnung       | Q1      | Q2      | Q3      | Q4      | Verl. | Erg.  |
| ------------ | ----- | --------------- | ------- | ------- | ------- | ------- | ----- | ----- |
| 5. September | 10:45 | Italien – Japan | (13:20) | (18:18) | (14:15) | (15:11) |       | 60:64 |

Spiel um Platz 7
| Tag          | Zeit  | Begegnung      | Q1      | Q2      | Q3      | Q4      | Verl. | Erg.  |
| ------------ | ----- | -------------- | ------- | ------- | ------- | ------- | ----- | ----- |
| 8. September | 13:00 | Polen – Türkei | (14:12) | (21:22) | (20:21) | (19:21) |       | 74:76 |

Spiel um Platz 5
| Tag          | Zeit  | Begegnung             | Q1      | Q2      | Q3      | Q4      | Verl. | Erg.  |
| ------------ | ----- | --------------------- | ------- | ------- | ------- | ------- | ----- | ----- |
| 8. September | 15:15 | Deutschland – Spanien | (09:10) | (14:16) | (12:18) | (13:23) |       | 48:67 |

Spiel um Platz 3
| Tag          | Zeit  | Begegnung            | Q1      | Q2      | Q3      | Q4      | Verl. | Erg.  |
| ------------ | ----- | -------------------- | ------- | ------- | ------- | ------- | ----- | ----- |
| 8. September | 19:00 | USA – Großbritannien | (17:10) | (12:10) | (10:13) | (22:13) |       | 61:46 |

Finale
| Tag          | Zeit  | Begegnung           | Q1      | Q2      | Q3      | Q4      | Verl. | Erg.  |
| ------------ | ----- | ------------------- | ------- | ------- | ------- | ------- | ----- | ----- |
| 8. September | 21:15 | Australien – Kanada | (15:14) | (12:12) | (15:20) | (16:18) |       | 58:64 |

## Spielplan Frauen

### Medaillengewinnerinnen
| Platz | Land        | Sportlerinnen |
| ----- | ----------- | --- |
| 1     | Deutschland | Mareike Adermann, Annabel Breuer, Anne Brießmann, Britt Dillmann, Heike Friedrich, Maria Kühn, Maya Lindholm, Marina Mohnen, Edina Müller, Gesche Schünemann, Johanna Welin, Annika Zeyen             |
| 2     | Australien  | Amanda Carter, Shelley Chaplin, Cobi Crispin, Leanne del Toso, Kylie Gauci, Katie Hill, Bridie Kean, Tina McKenzie, Amber Merritt, Clare Nott, Sarah Stewart, Sarah Vinci                             |
| 3     | Niederlande | Inge Huitzing, Lucie Houwen, Jitske Visser, Roos Ostermann, Sanne Timmerman, Petra Garnier, Miranda Wevers, Cher Korver, Saskia Pronk, Barbara van Bergen, Carolina de Rooij-Versloot, Mariska Beijer |

### Vorrunde
Gruppe A
| Platz | Team           | Siege | Ndlg. | Körbe   | Diff. | Punkte |
| ----- | -------------- | ----- | ----- | ------- | ----- | ------ |
| 1.    | Australien     | 3     | 1     | 211:180 | +31   | 6      |
| 2.    | Niederlande    | 3     | 1     | 236:194 | +42   | 6      |
| 2.    | Kanada         | 3     | 1     | 248:221 | +27   | 6      |
| 4.    | Großbritannien | 1     | 3     | 151:217 | −66   | 2      |
| 5.    | Brasilien      | 0     | 4     | 180:214 | −34   | 0      |

| Tag          | Zeit  | Begegnung                    | Q1      | Q2      | Q3      | Q4      | Verl. | Erg.  |
| ------------ | ----- | ---------------------------- | ------- | ------- | ------- | ------- | ----- | ----- |
| 30. August   | 13:00 | Niederlande – Großbritannien | (08:08) | (12:06) | (18:10) | (24:11) |       | 62:35 |
| 30. August   | 18:30 | Australien – Brasilien       | (14:12) | (11:13) | (14:12) | (13:13) |       | 52:50 |
| 31. August   | 13:00 | Großbritannien – Australien  | (05:11) | (06:14) | (03:14) | (10:12) |       | 24:51 |
| 31. August   | 19:00 | Kanada – Niederlande         | (10:25) | (17:09) | (16:19) | (16:17) |       | 59:70 |
| 1. September | 13:00 | Brasilien – Großbritannien   | (05:09) | (16:10) | (10:08) | (06:15) |       | 37:42 |
| 1. September | 18:30 | Australien – Kanada          | (12:20) | (20:13) | (08:10) | (10:14) |       | 50:57 |
| 2. September | 15:15 | Kanada – Brasilien           | (17:13) | (14:10) | (16:16) | (18:12) |       | 65:51 |
| 2. September | 21:15 | Niederlande – Australien     | (12:18) | (08:12) | (09:10) | (20:18) |       | 49:58 |
| 3. September | 13:00 | Großbritannien – Kanada      | (16:14) | (09:20) | (11:21) | (14:12) |       | 50:67 |
| 3. September | 18:30 | Brasilien – Niederlande      | (12:19) | (12:09) | (10:20) | (08:07) |       | 42:55 |

Gruppe B
| Platz | Team                | Siege | Ndlg. | Körbe   | Diff. | Punkte |
| ----- | ------------------- | ----- | ----- | ------- | ----- | ------ |
| 1.    | Deutschland         | 4     | 0     | 254:158 | +096  | 8      |
| 2.    | USA                 | 3     | 1     | 246:176 | +070  | 6      |
| 3.    | Volksrepublik China | 2     | 2     | 240:204 | +036  | 4      |
| 4.    | Mexiko              | 1     | 3     | 157:230 | −073  | 2      |
| 5.    | Frankreich          | 0     | 4     | 132:261 | −129  | 0      |

| Tag          | Zeit  | Begegnung                | Q1      | Q2      | Q3      | Q4      | Verl. | Erg.  |
| ------------ | ----- | ------------------------ | ------- | ------- | ------- | ------- | ----- | ----- |
| 30. August   | 15:15 | USA – Frankreich         | (20:04) | (21:04) | (14:10) | (08:06) |       | 63:24 |
| 30. August   | 21:15 | Mexiko – China           | (21:11) | (09:11) | (11:13) | (05:18) |       | 46:53 |
| 31. August   | 13:00 | Deutschland – USA        | (13:17) | (10:06) | (10:13) | (21:12) |       | 54:48 |
| 31. August   | 20:45 | China – Frankreich       | (21:06) | (20:8)  | (13:12) | (18:08) |       | 72:34 |
| 1. September | 10:45 | USA – Mexiko             | (22:09) | (10:09) | (14:06) | (21:09) |       | 67:33 |
| 1. September | 15:15 | Frankreich – Deutschland | (14:20) | (08:15) | (05:19) | (05:22) |       | 32:76 |
| 2. September | 10:45 | Deutschland – China      | (13:17) | (17:07) | (20:11) | (06:15) |       | 56:50 |
| 2. September | 13:00 | Mexiko – Frankreich      | (13:12) | (13:08) | (11:06) | (13:16) |       | 50:42 |
| 3. September | 10:45 | Mexiko – Deutschland     | (05:10) | (14:24) | (05:19) | (04:15) |       | 28:68 |
| 3. September | 13:00 | China – USA              | (17:11) | (11:12) | (18:12) | (15:26) | (4:7) | 65:68 |

### Finalrunde
|  | Viertelfinale       | Viertelfinale |              |              | Halbfinale       | Halbfinale |  |  | Finale       | Finale |
|  |                     |               |              |              |                  |            |  |  |              |        |
|  | 4. September        |               |              |              |                  |            |  |  |              |        |
|  | Australien          | 62            |              |              |                  |            |  |  |              |        |
|  | Australien          | 62            | 6. September |              |                  |            |  |  |              |        |
|  | Mexiko              | 37            |              |              |                  |            |  |  |              |        |
|  | Mexiko              | 37            | Australien   | 40           |                  |            |  |  |              |        |
|  |                     |               | Australien   | 40           |                  |            |  |  |              |        |
|  |                     | USA           | 39           |              |                  |            |  |  |              |        |
|  | Kanada              | USA           | 39           | 55           |                  |            |  |  |              |        |
|  | Kanada              |               |              | 55           |                  |            |  |  |              |        |
|  | USA                 | 67            |              | 7. September | 7. September     |            |  |  |              |        |
|  |                     |               | Australien   | 44           |                  |            |  |  |              |        |
|  |                     |               |              | Deutschland  | 58               |            |  |  |              |        |
|  | Niederlande         | 59            |              |              |                  |            |  |  |              |        |
|  | Volksrepublik China | 37            |              |              |                  |            |  |  |              |        |
|  | Volksrepublik China | 37            | Niederlande  | 46           |                  |            |  |  |              |        |
|  |                     |               | Niederlande  | 46           | Spiel um Platz 3 |            |  |  |              |        |
|  |                     | Deutschland   | 49           |              |                  |            |  |  |              |        |
|  | Großbritannien      | Deutschland   | 49           | 44           | USA              | 47         |  |  |              |        |
|  | Großbritannien      |               |              | 44           | USA              | 47         |  |  |              |        |
|  | Deutschland         | 55            |              | Niederlande  | 71               |            |  |  |              |        |
|  | Deutschland         | 55            |              |              | 71               |            |  |  |              |        |
|  |                     |               |              |              |                  |            |  |  | 7. September |        |

|  | Spiel um Platz 9    | Spiel um Platz 9    |                  |                  | Platzierung 5–8 | Platzierung 5–8 |  |  | Spiel um Platz 5 | Spiel um Platz 5 |
|  |                     |                     |                  |                  |                 |                 |  |  |                  |                  |
|  |                     |                     |                  |                  |                 |                 |  |  |                  |                  |
|  |                     |                     |                  |                  |                 |                 |  |  |                  |                  |
|  |                     |                     |                  |                  |                 |                 |  |  |                  |                  |
|  | 6. September        |                     |                  |                  |                 |                 |  |  |                  |                  |
|  |                     |                     |                  |                  |                 |                 |  |  |                  |                  |
|  | Mexiko              | 53                  |                  |                  |                 |                 |  |  |                  |                  |
|  | Mexiko              | 53                  | 4. September     |                  |                 |                 |  |  |                  |                  |
|  |                     | Kanada              | 74               |                  |                 |                 |  |  |                  |                  |
|  | Brasilien           | Kanada              | 74               | 59               |                 |                 |  |  |                  |                  |
|  | Brasilien           |                     | 7. September     | 59               |                 |                 |  |  |                  |                  |
|  | Frankreich          | 35                  |                  |                  |                 |                 |  |  |                  |                  |
|  | Frankreich          | 35                  | Kanada           | 70               |                 |                 |  |  |                  |                  |
|  |                     |                     | Kanada           | 70               |                 |                 |  |  |                  |                  |
|  |                     | Volksrepublik China | 73               |                  |                 |                 |  |  |                  |                  |
|  |                     |                     | 73               |                  |                 |                 |  |  |                  |                  |
|  | 6. September        |                     |                  |                  |                 |                 |  |  |                  |                  |
|  |                     |                     |                  |                  |                 |                 |  |  |                  |                  |
|  | Volksrepublik China | 72                  | Spiel um Platz 7 | Spiel um Platz 7 |                 |                 |  |  |                  |                  |
|  | Volksrepublik China | 72                  | Spiel um Platz 7 | Spiel um Platz 7 |                 |                 |  |  |                  |                  |
|  |                     | Großbritannien      | 55               |                  |                 |                 |  |  |                  |                  |
|  |                     |                     | 55               | Mexiko           | 37              |                 |  |  |                  |                  |
|  |                     |                     |                  | Mexiko           | 37              |                 |  |  |                  |                  |
|  |                     |                     |                  | Großbritannien   | 59              |                 |  |  |                  |                  |
|  |                     |                     |                  | Großbritannien   | 59              |                 |  |  |                  |                  |
|  |                     |                     |                  |                  |                 |                 |  |  | 7. September     |                  |
|  |                     |                     |                  |                  |                 |                 |  |  |                  |                  |

Viertelfinale
| Tag          | Zeit  | Begegnung                    | Q1      | Q2      | Q3      | Q4      | Verl. | Erg.  |
| ------------ | ----- | ---------------------------- | ------- | ------- | ------- | ------- | ----- | ----- |
| 4. September | 13:00 | Australien – Mexiko          | (21:10) | (23:10) | (06:09) | (12:08) |       | 62:37 |
| 4. September | 15:15 | Niederlande – China          | (13:06) | (08:13) | (18:10) | (20:08) |       | 59:37 |
| 4. September | 19:00 | Deutschland – Großbritannien | (08:12) | (14:09) | (12:12) | (21:11) |       | 55:44 |
| 4. September | 21:15 | USA – Kanada                 | (10:21) | (19:12) | (16:08) | (22:14) |       | 67:55 |

Halbfinale
| Tag          | Zeit  | Begegnung                 | Q1      | Q2      | Q3      | Q4      | Verl. | Erg.  |
| ------------ | ----- | ------------------------- | ------- | ------- | ------- | ------- | ----- | ----- |
| 6. September | 13:00 | Australien – USA          | (10:12) | (16:14) | (12:02) | (02:11) |       | 40:39 |
| 6. September | 15:15 | Niederlande – Deutschland | (08:12) | (21:12) | (08:12) | (09:13) |       | 46:49 |

Platzierungshalbfinale
| Tag          | Zeit  | Begegnung              | Q1      | Q2      | Q3      | Q4      | Verl. | Erg.  |
| ------------ | ----- | ---------------------- | ------- | ------- | ------- | ------- | ----- | ----- |
| 6. September | 08:30 | Mexiko – Kanada        | (04:30) | (20:12) | (12:18) | (17:14) |       | 53:74 |
| 6. September | 10:45 | China – Großbritannien | (17:10) | (17:10) | (15:11) | (23:24) |       | 72:55 |

Spiel um Platz 9
| Tag          | Zeit  | Begegnung              | Q1      | Q2      | Q3      | Q4      | Verl. | Erg.  |
| ------------ | ----- | ---------------------- | ------- | ------- | ------- | ------- | ----- | ----- |
| 4. September | 10:45 | Brasilien – Frankreich | (17:10) | (14:04) | (15:08) | (13:13) |       | 59:35 |

Spiel um Platz 7
| Tag          | Zeit  | Begegnung               | Q1      | Q2      | Q3      | Q4      | Verl. | Erg.   |
| ------------ | ----- | ----------------------- | ------- | ------- | ------- | ------- | ----- | ------ |
| 7. September | 08:30 | Mexiko – Großbritannien | (11:06) | (08:12) | (07:22) | (11:19) |       | 37:59} |

Spiel um Platz 5
| Tag          | Zeit  | Begegnung      | Q1      | Q2      | Q3      | Q4      | Verl. | Erg.  |
| ------------ | ----- | -------------- | ------- | ------- | ------- | ------- | ----- | ----- |
| 7. September | 10:45 | Kanada – China | (17:15) | (12:14) | (13:18) | (28:26) |       | 70:73 |

Spiel um Platz 3
| Tag          | Zeit  | Begegnung         | Q1      | Q2      | Q3      | Q4      | Verl. | Erg.  |
| ------------ | ----- | ----------------- | ------- | ------- | ------- | ------- | ----- | ----- |
| 7. September | 19:00 | USA – Niederlande | (16:16) | (08:22) | (13:22) | (10:11) |       | 47:71 |

Finale
| Tag          | Zeit  | Begegnung                | Q1      | Q2      | Q3      | Q4      | Verl. | Erg.  |
| ------------ | ----- | ------------------------ | ------- | ------- | ------- | ------- | ----- | ----- |
| 7. September | 21:15 | Australien – Deutschland | (10:14) | (09:12) | (09:08) | (16:24) |       | 44:58 |

## Teilnehmer
Die Kader der einzelnen Mannschaften bestanden jeweils aus zwölf Spielern. Für die deutsche Mannschaft nominierten die Bundestrainer folgende Sportler:

### Männer
| Name                | Nr. | Alter | Position | Verein                   |
| ------------------- | --- | ----- | -------- | ------------------------ |
| Bjoern Lohmann      | 4   | 33    | G        | RSV Lahn-Dill            |
| Sercan Ismail       | 5   | 21    | G        | USC München              |
| Matthias Heimbach   | 6   | 29    | G        | Jena Caputs              |
| Thomas Gundert      | 7   | 30    | F        | RSV Lahn-Dill            |
| Andre Bienek        | 8   | 25    | G        | UWW Warhawks             |
| Sebastian Magenheim | 9   | 26    | F        | USC München              |
| Andreas Kreß        | 10  | 26    | F        | Mainhatten Skywheelers   |
| Dirk Passiwan       | 11  | 35    | G        | Immovesta Dolphins Trier |
| Sebastian Wölk      | 12  | 31    | F        | Mainhattan Skywheelers   |
| Jan Haller          | 13  | 23    | G        | RSV Lahn-Dill            |
| Thomas Boehme       | 14  | 21    | G        | RSV Lahn-Dill            |
| Dirk Koehler        | 15  | 44    | C        | RSV Lahn-Dill            |

### Frauen
| Name               | Nr. | Alter | Position | Verein                 |
| ------------------ | --- | ----- | -------- | ---------------------- |
| Mareike Adermann   | 4   | 22    | C        | UWW Warhawks           |
| Johanna Welin      | 5   | 28    | G        | USC München            |
| Britt Dillmann     | 6   | 49    | F        | RSV Lahn-Dill          |
| Edina Mueller      | 7   | 29    | G        | Hamburger SV           |
| Annika Zeyen       | 8   | 27    | G        | University of Alabama  |
| Maria Kühn         | 9   | 30    | F        | Mainhattan Skywheelers |
| Gesche Schünemann  | 10  | 29    | C        | RSV Lahn-Dill          |
| Maya Lindholm      | 11  | 21    | F        | Hamburger SV           |
| Annabel Breuer     | 12  | 19    | F        | Ulm Sabres             |
| Annegret Brießmann | 13  | 40    | F        | Mainhattan Skywheelers |
| Marina Mohnen      | 14  | 33    | C        | RBC Köln 99            |
| Heike Friedrich    | 15  | 36    | C        | Mainhattan Skywheelers |